# Supergirl (film)
Supergirl is een Britse film uit 1984 gebaseerd op het DC Comics personage Supergirl. De film was een spin-off van de superman filmserie. De hoofdrollen werden vertolkt door Helen Slater en Faye Dunaway. Ook deed Marc McClure in de film mee als Jimmy Olsen, een rol die hij tevens speelde in Superman, Superman II en Superman III.

## Verhaal
Bij aanvang van de film woont Kara Zor-El in een geïsoleerde gemeenschap in de Kryptoniaanse stad Argo City. De stad bevindt zich in een zak van de transdimensionale ruimte. Zaltar toont Kara de Omegahedron, een uniek voorwerp dat kunstmatige structuren leven kan geven. Ze gebruikt het voorwerp om een vlinderachtig wezen te maken. De vlinder breekt een raam van de gemeenschap en veroorzaakt zo een decompressie, waardoor de Omegahedron de ruimte wordt ingezogen. Daar de Omegahedron de krachtbron van de stad is, volgt Kara het voorwerp naar de Aarde.
Op Aarde wordt de Omegahedron gevonden door Selena, een vrouw die graag een heks wil worden. Ze beseft al snel dat ze het voorwerp kan gebruiken om echte magie op te wekken. Op de radio hoort Selena het bericht dat Superman zojuist vertrokken is op een vredesmissie naar een zonnestelsel ver weg. Kara, gekleed in een Supermanachtig kostuum, arriveert op Aarde. Daar neemt ze de naam aan van Linda Lee, en doet zich voor als een nicht van Clark Kent. Ze belandt op dezelfde school als Selena. Zowel Linda als Selena worden verliefd op Ethan, de conciërge van de school. Selena gebruikt de Omegahedron om zichzelf tot “prinses van de Aarde” te maken en Ethan in haar macht te krijgen. Linda wordt Supergirl om Selena te stoppen. Ze kan Ethan bevrijden van haar macht.
Selena stuurt Supergirl naar een andere dimensie, de Phantom Zone genaamd. Hier heeft ze geen krachten meer. Ze ontmoet er Zaltar, die ook naar deze wereld is verbannen omdat hij de Omegahedron heeft verloren. Zaltar offert zich op om Supergirl te helpen ontsnappen. Terug op Aarde verslaat ze Selena, en brengt de Omegahedron terug naar Argo City.

## Rolverdeling
| Acteur           | Personage                  |
| ---------------- | -------------------------- |
| Faye Dunaway     | Selena                     |
| Helen Slater     | Kara/Supergirl/Linda Lee   |
| Peter O'Toole    | Zaltar                     |
| Mia Farrow       | Alura                      |
| Brenda Vaccaro   | Bianca                     |
| Peter Cook       | Nigel                      |
| Simon Ward       | Zor-El                     |
| Marc McClure     | Jimmy Olsen                |
| Hart Bochner     | Ethan                      |
| Maureen Teefy    | Lucy Lane                  |
| David Healy      | Mr. Danvers                |
| Sandra Dickinson | Pretty Young Lady          |
| Robyn Mandell    | Myra                       |
| Jenifer Landor   | Muffy                      |
| Diana Ricardo    | Mrs. Murray                |
| Matt Frewer      | Vrachtwagenchauffeur Eddie |

Christopher Reeve stond gepland in een cameorol als Superman, maar ging hier niet mee akkoord.

## Achtergrond

### Korte geschiedenis
Nadat ze de rechten voor de film Superman in handen had gekregen, zetten Alexander Salkind en zijn zoon Ilya ook hun zinnen op Supergirl voor een mogelijke spin-offfilm.
Hoewel het Salkind-duo de film geheel financierde, hielp Warner Bros. nog altijd flink mee met de film omdat zij de distributierechten bezaten. De hele film werd gefilmd en gemonteerd onder toezicht van Warner Bros. Echter, twee weken voor de originele première verwierp Warner Bros. de film vanwege de slechte opbrengst van Superman III.
Supergirl werd vervolgens een paar maanden opgeschoven daar er geen distributeur meer was. Pas toen TriStar Pictures interesse toonde kon de film in november 1984 alsnog worden uitgebracht. Wel kortte Tristar de film in van 124 minuten naar 105. Deze verkorting beïnvloedde niet alleen de originele intenties, maar ook de rollen van Faye Dunaway en Helen Slater.

### Significantie
De film vormt een uitbreiding op het Supermanfilmuniversum. Zo krijgt de kijker in de film voor het eerst te zien hoe de Phantom Zone er van binnen uitziet. In Superman II werd de zone enkel van buiten gezien als een zwevende glasplaat. Tevens introduceerde de film magie als een zwakke plek van Kryptonianen.

### Reacties
De film slaagde er niet in de recensenten en bezoekers te boeien. Maar in tegenstelling tot wat vaak wordt gedacht, was de film niet geheel een flop, maar enkel een teleurstelling. Het was nog altijd de succesvolste film in het weekend van de première.
Hoewel de film niet de succesvolle blockbuster was waar de producers op hoopten, heeft de film wel een fanbasis. Ook grote fans accepteerden de film omdat het een fantasie/avonturenfilm was en geen sciencefiction zoals de Superman-films.

### Nieuwe versie
Volgens de entertainment industrie staat een nieuwe versie van Supergirl al jaren op de planning.
Op een bepaald moment werd gesuggereerd dat Akiva Goldsman, scenarioschrijver van The Da Vinci Code, Batman & Robin en A Beautiful Mind, het scenario voor de nieuwe film zou schrijven, maar later werd vermeld dat hij enkel een producer was.
Op Internet zijn vele fanfoto’s te zien van enthousiaste Supergirl-fans voor mogelijke kandidaten voor de hoofdrol, waaronder Elisha Cuthbert, Scarlett Johansson, Estella Warren, Sarah Michelle Gellar en Mandy Moore.

## Prijzen/nominaties
Supergirl werd in 1985 genomineerd voor drie prijzen, maar won deze niet.
- De Saturn Award voor Beste Actrice (Helen Slaters)
- De Golden Raspberry Award voor Slechtste Acteur (Peter O'Toole)
- De Golden Raspberry Award voor Slechtste Actrice (Faye Dunaway)

## Trivia
- Supergirl was Helen Slaters eerste grote filmrol.
- Helen Slater moest drie maanden lang dagelijks drie uur trainen voor de vliegscènes, waarvoor ze aan kabels werd opgehangen aan een metershoge kraan.
- De scène waarin de monstertractor de stad aanvalt kostte 22 dagen om te filmen.
- De openingsscène van de film alleen al kostte 1 miljoen dollar om te filmen.